# Стрибки у воду на Чемпіонаті світу з водних видів спорту 2013
Змагання зі стрибків у воду на Чемпіонаті світу з водних видів спорту 2013 тривали з 20 до 28 липня 2013 року в Муніципальному басейні на Монтжуїку в Барселоні (Іспанія).

## Дисципліни
Змагання в індивідуальних дисциплінах складалися з попереднього раунду, півфіналів і фіналів. Порядок виступів спортсменів у попередньому раунді визначався випадковим вибором за допомогою комп'ютера. 18 стрибунів з найвищими оцінками потрапляли до півфіналу, де так само визначалися 12 фіналістів.

## Розклад змагань
| Дата          | Час   | Раунд                                                     |
| ------------- | ----- | --------------------------------------------------------- |
| 20 липня 2013 | 10:00 | Синхронний трамплін, 3 метри (жінки), попередній раунд    |
| 20 липня 2013 | 14:00 | Трамплін, 1 метр (чоловіки), попередній раунд             |
| 20 липня 2013 | 17:30 | Синхронний трамплін, 3 метри (жінки), фінал               |
| 21 липня 2013 | 10:00 | Синхронна вишка, 10 метрів (чоловіки), попередній раунд   |
| 21 липня 2013 | 14:00 | Трамплін, 1 метр (жінки), попередній раунд                |
| 21 липня 2013 | 17:30 | Синхронна вишка, 10 метрів (чоловіки), фінал              |
| 22 липня 2013 | 10:00 | Синхронна вишка, 10 метрів (жінки), попередній раунд      |
| 22 липня 2013 | 14:00 | Трамплін, 1 метр (чоловіки), фінал                        |
| 22 липня 2013 | 17:30 | Синхронна вишка, 10 метрів (жінки), фінал                 |
| 23 липня 2013 | 10:00 | Синхронний трамплін, 3 метри (чоловіки), попередній раунд |
| 23 липня 2013 | 14:00 | Трамплін, 1 метр (жінки), фінал                           |
| 23 липня 2013 | 17:30 | Синхронний трамплін, 3 метри (чоловіки), фінал            |
| 24 липня 2013 | 10:00 | Вишка, 10 метрів (жінки), попередній раунд                |
| 24 липня 2013 | 14:00 | Вишка, 10 метрів (жінки), півфінал                        |
| 25 липня 2013 | 10:00 | Трамплін, 3 метри (чоловіки), попередній раунд            |
| 25 липня 2013 | 14:00 | Трамплін, 3 метри (чоловіки), півфінал                    |
| 25 липня 2013 | 17:30 | Вишка, 10 метрів (жінки), фінал                           |
| 26 липня 2013 | 10:00 | Трамплін, 3 метри (жінки), попередній раунд               |
| 26 липня 2013 | 14:00 | Трамплін, 3 метри (жінки), півфінал                       |
| 26 липня 2013 | 17:30 | Трамплін, 3 метри (чоловіки), фінал                       |
| 27 липня 2013 | 10:00 | Вишка, 10 метрів (чоловіки), попередній раунд             |
| 27 липня 2013 | 14:00 | Вишка, 10 метрів (чоловіки), півфінал                     |
| 27 липня 2013 | 17:30 | Трамплін, 3 метри (жінки), фінал                          |
| 28 липня 2013 | 14:00 | Вишка, 10 метрів (чоловіки), фінал                        |

## Медальний залік

### Таблиця медалей
*   Країна-господарка
| Місце               | Країна              | Золото | Срібло | Бронза | Загалом |
| ------------------- | ------------------- | ------ | ------ | ------ | ------- |
| 1                   | Китай               | 9      | 2      | 2      | 13      |
| 2                   | Німеччина           | 1      | 0      | 1      | 2       |
| 3                   | Росія               | 0      | 3      | 0      | 3       |
| 4                   | Італія              | 0      | 2      | 0      | 2       |
| 5                   | Канада              | 0      | 1      | 2      | 3       |
| 6                   | Україна             | 0      | 1      | 1      | 2       |
| 7                   | США                 | 0      | 1      | 0      | 1       |
| 8                   | Мексика             | 0      | 0      | 3      | 3       |
| 9                   | Малайзія            | 0      | 0      | 1      | 1       |
| Загалом (9 збірних) | Загалом (9 збірних) | 10     | 10     | 10     | 30      |

### Чоловіки
| Дисципліна                   | Золото                                   | Золото | Срібло                                  | Срібло | Бронза                                   | Бронза |
| ---------------------------- | ---------------------------------------- | ------ | --------------------------------------- | ------ | ---------------------------------------- | ------ |
| Трамплін, 1 метр             | Лі Шисінь · Китай                        | 460.95 | Ілля Кваша · Україна                    | 434.30 | Кевін Чавез · Мексика                    | 431.55 |
| Трамплін, 3 метри            | Хе Чун · Китай                           | 544.95 | Євген Кузнецов · Росія                  | 508.00 | Яель Кастільйо · Мексика                 | 498.30 |
| Вишка, 10 метрів             | Цю Бо · Китай                            | 581.00 | Девід Бодая · США                       | 517.40 | Саша Кляйн · Німеччина                   | 508.55 |
| Синхронний трамплін, 3 метри | Цінь Кай · Хе Чун · Китай                | 448.86 | Ілля Захаров · Євген Кузнецов · Росія   | 428.01 | Роммель Пачеко · Джахір Окампо · Мексика | 422.79 |
| Синхронна вишка, 10 метрів   | Саша Кляйн · Патрік Гаусдінґ · Німеччина | 461.46 | Віктор Мінібаєв · Артем Чесаков · Росія | 445.95 | Цао Юань · Чжан Яньцюань · Китай         | 445.56 |

### Жінки
| Дисципліна                   | Золото                          | Золото | Срібло                                     | Срібло | Бронза                                    | Бронза |
| ---------------------------- | ------------------------------- | ------ | ------------------------------------------ | ------ | ----------------------------------------- | ------ |
| Трамплін, 1 метр             | Хе Цзи · Китай                  | 307.10 | Таня Каньотто · Італія                     | 307.00 | Ван Хань · Китай                          | 297.75 |
| Трамплін, 3 метри            | Хе Цзи · Китай                  | 383.40 | Ван Хань · Китай                           | 356.25 | Памела Вейр · Канада                      | 350.25 |
| Вишка, 10 метрів             | Си Яцзе · Китай                 | 392.15 | Чень Жолінь · Китай                        | 388.70 | Юлія Прокопчук · Україна                  | 358.40 |
| Синхронний трамплін, 3 метри | У Мінься · Ши Тінмао · Китай    | 338.40 | Таня Каньотто · Франческа Даллапе · Італія | 307.80 | Дженніфер Абель · Памела Вейр · Канада    | 292.08 |
| Синхронна вишка, 10 метрів   | Лю Хуейся · Чень Жолінь · Китай | 356.28 | Мейган Банфето · Розелін Фільйон · Канада  | 331.41 | Панделела Рінонг · Льон Мунь Ї · Малайзія | 331.14 |

## Країни-учасниці
- Вірменія (2)
- Австралія (8)
- Австрія (2)
- Азербайджан (2)
- Білорусь (2)
- Бразилія (1)
- Канада (7)
- КНР (15)
- Китайський Тайбей (1)
- Колумбія (6)
- Хорватія (2)
- Куба (7)
- Домініканська Республіка (2)
- Фінляндія (1)
- Франція (4)
- Грузія (1)
- Німеччина (10)
- Велика Британія

```
(10)
```

- Греція (2)
- Гонконг (5)
- Угорщина (4)
- Індонезія (7)
- Італія (11)
- Ямайка (1)
- Японія (4)
- Південна Корея (6)
- Північна Корея (5)
- Кувейт (1)
- Литва (2)
- Макао (5)
- Малайзія (8)
- Мексика (13)
- Нідерланди (4)
- Норвегія (3)
- Польща (1)
- Пуерто-Рико (1)
- Румунія (2)
- Росія (13)
- ПАР (4)
- Іспанія (6)
- Швеція (4)
- Україна (12)
- США (15)
- Венесуела (6)